# Kinouchi Yoshi
Kinouchi Yoshi (japanisch 木内 克; geboren am 27. Juni 1892 in Mito (Präfektur Ibaraki); gestorben 8. März 1970) war ein japanischer Bildhauer der Taishō- und Shōwa-Zeit.

## Leben und Werk
Kinouchi Yoshi zog 1914 nach Tōkyō und schrieb sich in der von Asakura Fumio geleiteten Kunstschule für Bildhauerei, die Chōso-juku (彫塑塾), ein. Ab 1916 stellte er auf der „Bunten“ aus und anschließend auf der „Teiten“.
Von 1921 bis 1935 lebte Kinouchi in Paris. Während seines ersten Jahres besuchte er die „Académie de la Grande Chaumière“ und wurde dort von Bourdelle unterrichtet. Danach besuchte er Museen und bildete sich ohne Lehrer weiter. Er reichte Arbeiten beim Salon des Indépendants, dem Salon des Tuileries und dem Salon d’Automne ein. Kinouchi vertiefte sich immer mehr in die Skulpturen der archaischen Griechen und beschäftigte sich eingehend mit der Terracotta-Technik.
Nach seiner Rückkehr nach Japan stellte er seine Arbeiten eine Zeitlang bei der Nika-kai (二科会) aus, aber nach dem Pazifikkrieg schloss er sich der Shinju-kai (真珠会) an. Er beschäftigte sich hauptsächlich mit weiblichen Aktdarstellungen in Bronze und in Terrakotta mit einem guten Gefühl für Bewegung und Lebendigkeit der Darstellung. 1951 erhielt er den „Mainich Fine Arts Price“ und 1962 die höchste Auszeichnung der „Ausstellung japanischer Kunst der Gegenwart“ (現代日本美術展, Gendai Nihon Bijutsu-ten), die in dem Jahr vergeben wurde.
Zu den repräsentativen Werken gehören „Gesicht einer Frau“ (女の顔, Onna no Kao), „Schlafende Frau“ (寝ている女, Nete iru Onna), „Katze“ (猫, Neko) und „Frau“ (女, Onna).